# Signalisme
El signalisme és un moviment cultural inspirat en les avantguardes de l'antiga Iugoslàvia que va florir a partir dels anys 60. Miroljub Todorović, el seu fundador, proposava tornar a experimentar amb el llenguatge per arribar al seu autèntic significat. Usava termes i símbols de les ciències pures així com mètodes propers al surrealisme o els jocs de llenguatge infantil. Desconfiava de la tradició poètica, que restringia l'ús metafòric de la llengua, una actitud que altres autors serbis van exportar a totes les arts i posteriorment va esdevenir tendència a tota la regió balcànica. Com les avantguardes de principis de segle, es combinaven recursos no verbals i verbals, l'escriptura automàtica i patrons aleatoris per aconseguir efectes suggeridors en el receptor. El nom del moviment prové de la revista Signal, on es publicaren els primers textos i reflexions sobre aquesta actitud artística.